# Hellraiser III: Piekło na ziemi
Hellraiser III: Piekło na ziemi (ang. Hellraiser III: Hell on Earth, inne tłum. Powrót z Piekieł III: Piekło na Ziemi) – amerykański horror filmowy w reżyserii Anthony’ego Hickoksa z roku 1992. Trzeci segment serii Hellraiser.

## Zarys fabularny
W Nowym Jorku młody właściciel klubu o nazwie Kotłownia – J.P. Monroe kupuje od pewnego człowieka tajemniczą rzeźbę z uwięzionymi Cenobitami.
Reporterka Joey Summerskill narzeka na brak materiałów. Będąc w szpitalu nagle widzi jak młody chłopak z przyczepionymi ostrymi łańcuchami zostaje wzięty na ostry dyżur, by tam wybuchnąć. Straumatyzowana Joey wraca autobusem, ale widzi w tym okazję do dobrego reportażu i chce się czegoś więcej dowiedzieć. Zdobywa kontakt od dziewczyny, która przywlekła chłopaka do szpitala.
Joey zwierza się jej, że jej ojciec zginął w wojnie wietnamskiej przed jej narodzinami i z tego powodu ma koszmary senne. Dziewczyna mająca na imię Terri, przyciskana przez Joey mówi jej, że okaleczony chłopak wyszedł z dziwną kostką.
Monroe widzi wyłom w pilarze i wyciąga z niego wgryzionego szczura. Krew wsiąka w pilar ożywiając przywódcę Cenobitów – Pinheada. Monroe po seksie i kłótni z napotkaną dziewczyną Sandy widzi jak ona zostaje wessana przez Pinheada. Przerażony i załamany Monroe zostaje zmuszony przez Pinheada do zdobycia ofiar.
Joey i Terri coraz lepiej się poznają. Terri mówi, że Monroe był jej chłopakiem i zakupił pilar w jednej galerii. Na miejscu okazuje, że galeria od miesiąca jest nieczynna. Kobiety włamują się do niej i zdobywają notatki doktora Channarda. Joey telefonicznie prosi o przysłanie taśm z nagraniami Kirsty Cotton. Terri chce się pożegnać z Joey, ale ta wiedząc o jej bezdomności proponuje jej bycie lokatorką.
Joey ogląda na video zapis z Kirsty Cotton mówiącej o „kostce do zadawania bólu”. Video opanowuje Pinhead w swej ludzkiej formie. Terri widzi, że kostka została oczyszczona przez Joey, gdy dzwoni do niej Morgan. Niechętnie przychodzi do niego widząc rzeźbę uzupełnioną o wciągniętą Sandy. Nagle pilar ożywia się i Monroe siłą chce wciągnąć Terri do niego. Udaje jej się ogłuszyć Monroe, ale Pinhead przekonuje ją do ofiarowania Monroe jako klucza do świata snów i zakazanych rozkoszy. Pilar zmienia się w żywe ciało, z którego wyłania się wolny Pinhead.
Joey w swym koszmarze sennym spotyka brytyjskiego oficera. Zbudzona widzi go w uruchomionym telewizorze proszącego o pomoc. Znajduje w swej szafie stare radio, a potem za swym oknem oficera przedstawiającego się jako kapitan Elliot Spencer. Podąża za nim w piekle wyglądającym jak wojskowe pogorzelisko. Spencer opowiada jej swoją historię o tym jak kostka obudziła w nim potwora i stał się Pinheadem. Gdy jednak Kirsty uwolniła jego duszę, jego zła forma została uwięziona w pilarze dusz. Teraz Pinhead chce rozpętać piekło na ziemi łamiąc tym samym przykazania Cenobitów. Spencer namawia, by Joey przyniosła mu kostkę, gdyż ma na tyle odwagi by przeciwstawić się złu.
W Kotłowni z nowym sadomasochistycznym wystrojem pojawia się Pinhead zabijając okrutnie jego bywalców, a także tworząc z DJ-a kolejnego Cenobitę. Słysząc telewizyjne doniesienia Joey prosi swego kamerzystę Doca o pomoc. Joey dociera do Kotłowni, która przypomina piekło. Tam widzi też zamordowanego Doca. Pinhead mówi jej, że chce wyzwolić ludzkość i domaga od niej kostki. Joey ucieka z klubu, by być ściganą przez Doca, DJ-a i barmana zmienionych w Cenobitów. Schronienie znajduje w kościele, lecz i tam dopada ją Pinhead.
Wychodząc z kościoła widzi Terri i Monroe zmienionych w Cenobitów, które ją otaczają. W ostatniej chwili uruchamia kostkę wysyłając wszystkich Cenobitów do piekła. Joey pyta się Spencera czy to już koniec. Nagle zostaje wysłana do snu, w którym spotyka swego ojca. Ten mówi jej, by dać kostkę. Okazuje się, że to był Pinhead, który opanował wymiar Joey. Nagle trafia do wymiaru Spencera, który oskarża go o złamanie przykazań Cenobitów. Pinhead Jest gotów do zmienienia Joey w Cenobitkę i chce przekonać do swych racji Spencera. Ten podstępem pozbawia Pinehada kostki i zmusza do połączenia się w jedność. To daje Joey sposobność wysłania Pinheada/Spencera do piekła. Kostka zostaje zalana betonem, gdzie zostaje wybudowany wieżowiec, które wnętrza nawiązują do jej ornamentyki.

## Obsada
- Terry Farrell – Joey Summerskill
- Doug Bradley – Cenobita Pinhead / kapitan Elliot Spencer
- Paula Marshall –
  - Terri / Cenobitka,
  - Sandy bez skóry
- Kevin Bernhardt – J. P. Monroe / Cenobita Pistonhead
- Ken Carpenter – Doc / Cenobita Camerahead
- Peter Atkins – Rick / Barbie Cenobite
- Brent Bolthouse – CD
  - Eric Willhelm – CD jako Cenobita
- Peter G. Boynton – ojciec Joey
- Clayton Hill – ksiądz
- Aimée Leigh – Sandy
- Ashley Laurence – Kirsty Cotton
- Lawrence Mortoff – właściciel Pyramid Gallery / strażnik kostki
- Armored Saint – oni sami